# Alfred Worden
Alfred Merrill "Al" Worden, född 7 februari 1932 i Jackson, Michigan, död 18 mars 2020 i Houston, Texas, var en amerikansk astronaut uttagen i astronautgrupp 5 den 4 april 1966.

## Rymdfärder
- Apollo 15